# 鳞云母蛤
是弯锦蛤目绫衣蛤科绫衣蛤属的一种。主要分布于中国大陆、台湾，常栖息在水深12.5－65.5米的软泥中、以20－40米居多。